# Lemonnier (stație de premetrou din Bruxelles)
Lemonnier este o stație a premetroului din Bruxelles situată în centrul orașului Bruxelles, sub intersecția Bulevardului Maurice Lemonnier cu Bulevardul du Midi. 

## Istoric
Stația Lemonnier a fost deschisă pe 4 octombrie 1976, dar Tunelul Constituției era deja construit în acest loc din anul 1957. El este încă utilizat de tramvaiele care circulă între stația Lemonnier și Gara Bruxelles-Sud. Stația este deservită de tramvaiele liniilor axei Nord-Sud (anterior numită Linia 3) a Metroului din Bruxelles. Prin stație circulă tramvaiele liniilor 3, 4, 32, 51 și 82.

## Caracteristici
Stația Lemonnier are două peroane laterale și unul central. Ea este situată într-o pantă și include o ramificație de tunel care iese la suprafață pe Boulevard du Midi / Zuidlaan. Aceasta este folosită de liniile 51 și 82 și este prevăzută cu două peroane proprii. Ieșirea la suprafață din tunel este vizibilă din stație. La două dintre peroane se poate ajunge doar traversând o trecere de pietoni peste linii. Peroanele sunt joase, iar accesul în întreaga stație se face doar prin intermediul unei scări pietonale în trepte.
La un nivel inferior există o stație fantomă care nu se află în exploatare, prevăzută cu două peroane. În proiectele inițiale stația trebuia să deservească linia 4 de la Dilbeek la Boitsfort / Boosvoorde și Uccle / Ukkel via Anneessens și Porte de Namur. Bifurcația către acest nivel abandonat este vizibilă din tunelul dintre Anneessens și Lemonnier.
În 1999, pereții stației Lemonnier au fost decorați de artistul de origine algeriană Hamsi Boubeker. Lucrarea acestuia, intitulată „Les mains de l'espoir” (în română mâinile speranței), reprezintă mâini împodobite cu tatuaje tradiționale.

## Linii de tramvai ale STIB în premetrou
- 3 Esplanade - Churchill
- 4 Gara Bruxelles-Nord / Brussel-Noord - Parking Stalle
- 32 Drogenbos Château / Drogenbos Kasteel - Da Vinci (doar seara, după ora 20:00)
- 51 Van Haelen - Stade / Stadion
- 82 Drogenbos Château / Drogenbos Kasteel - Berchem Station (ziua), Gara Bruxelles-Midi / Brussel-Zuid - Berchem Station (seara).

## Legături

### Linii de autobuz ale STIB
- 46 Anneessens - Moortebeek (doar în direcția Moortebeek)

### Linii de autobuz ale STIBNoctis
- N13 Westland Shopping - Gara Bruxelles-Central / Brussel-Centraal (doar în direcția Westland Shopping)

## Locuri importante în proximitatea stației
- Complexul Sportiv Palais du Midi;